# Útmenti-zsomboly (Bódvaszilas)
Az Útmenti-zsomboly az Aggteleki Nemzeti Park területén található egyik barlang. A barlang az Aggteleki-karszt és a Szlovák-karszt többi barlangjával együtt 1995 óta a világörökség része.

## Leírás
Bódvaszilas központjától északra, az Alsó-hegy fennsíkján, a Vecsem-bükk csúcstól 255°-ra, 320 m-re, fokozottan védett területen, erdőben, a piros T jelzésű turistaösvénytől (azaz zsombolyos tanösvénytől) jobbra (a Jóbarát-zsomboly felől haladva), közvetlenül a turistaút mellett lévő töbör ÉNy-i oldalában, a töböroldal felső kétharmadában, sziklakibúvásban nyílik a barlang bejárata. Tornanádaskáról a sárga sáv jelzésű turistaúton is elérhető. A turistaösvénytől Tornanádaska felől megközelítve jobbra van a barlangbejárat. A zsomboly helye néhány turistatérképen jelölve van a barlang nevének feltüntetésével.
5×7 m-es bejárata természetes, ovális és függőleges tengelyirányú. Két kis tereplépcsőn, amelyekből az egyik a barlangból származó kövekből van rakva, lehet lemászni aljára. Középső triász wettersteini mészkőben jött létre. Kialakulásában tektonikának, befolyó víznek, leszivárgó víznek és korróziónak volt szerepük. Tulajdonképpen egy zsomboly roncsa.
Ha a barlang folytatódik a mélybe, akkor folytatása valószínűleg felszakadt mennyezetének darabjai miatt van elzárva. A függőleges jellegű barlang oldalain jól megfigyelhetők a hengerpalást-szerű oldásnyomok és morfológiai kisformák közül az ujjbegykarrok. A zsombolyra ellipszis szelvény jellemző. Vízszintes kiterjedése 7 m. Édesgyökerű páfrány csoportok és lombosmohák élnek felső falszakaszain. A lezáratlan, könnyen járható barlang bejárásához nem szükséges engedély.
1977-ben volt először Útmenti-zsombolynak nevezve a barlang az irodalmában. Előfordul a barlang az irodalmában Utmenti-zsomboly (Csernavölgyi, Hegedűs, Molnár 1977), V/10 (Kósa 1992) és V-22 (Kósa 1992) néven és jelölésekkel is.

## Kutatástörténet
1967 augusztusában a Vörös Meteor TE három barlangkutatója, Haász Éva, Kósa Attila és Varga Mária mérték fel a barlangot, majd Kósa Attila a felmérés alapján megszerkesztette a barlang 2 hosszmetszet térképét és alaprajz térképét, amelyeket Haász Éva rajzolt. A Bertalan Károly által írt, 1976-ban befejezett kéziratban lévő 125. számú cédulán az olvasható, hogy az Útmenti-zsomboly az Alsó-hegyen, Bódvaszilason helyezkedik el. A Vecsembükki-zsombolytól D-re, a kék kereszt jelzésű turistaút K-i oldalán van az Útmenti-zsomboly bejárata. A barlang 4,3 m mély. A kézirat barlangot ismertető része 1 kézirat alapján lett írva.
Az 1977. évi Karszt és Barlangban megjelent tanulmányban van egy Magyarország térkép, amelyen a Magyarországon lévő, biológiailag kutatott barlangok földrajzi elhelyezkedése figyelhető meg. A térképen látható a biológiailag feldolgozás alatt álló Útmenti-zsomboly földrajzi elhelyezkedése. A folyóirat 1977. évi különszámába bekerült a tanulmány angol nyelvű változata. Ebben a tanulmányban is közölve lett a térkép, amelyen Útmenti Shaft a barlang neve. Az 1977. január 30-án készült szpeleográfiai terepjelentés szerint kb. 520 m tengerszint feletti magasságban van a barlang bejárata. A barlang főleg függőleges jellegű. Szarvas és borz csontok lettek gyűjtve a zsombolyban lévő humuszból. A barlang alaprajzi hossza 6,5 m, hossza a valóságban 6,5 m, függőleges kiterjedése 4,3 m és vízszintes kiterjedése 7 m.
Az 1984-ben megjelent, Magyarország barlangjai című könyvben van egy Magyarország térkép, amelyen a Magyarországon lévő, biológiailag kutatott barlangok földrajzi elhelyezkedése figyelhető meg. A térképen látható a biológiailag feldolgozás alatt álló Útmenti-zsomboly földrajzi elhelyezkedése. A kiadvány országos barlanglistájában szerepel az Aggteleki-karszton lévő barlang Útmenti-zsomboly néven. A listához kapcsolódóan látható az Aggteleki-karszt és a Bükk hegység barlangjainak földrajzi elhelyezkedését bemutató 1:500 000-es méretarányú térképen a barlang földrajzi elhelyezkedése. Az 1992. évi Karszt és Barlangban publikált, az Alsó-hegy magyarországi részének töbreit, zsombolyait és beszakadásait bemutató ábrán látható a barlang földrajzi elhelyezkedése.
Az 1992-ben kiadott, Alsó-hegyi zsombolyatlasz című könyvben megjelentek a barlang 1967-ben készült térképei. A kiadványban, az Alsó-hegy fennsíkjának magyarországi oldalát bemutató egyik térképen megfigyelhető a barlang földrajzi elhelyezkedése. A kiadványban több adattal együtt fel van tüntetve egy irodalmi mű, amely foglalkozik a barlanggal. 1992-ben Takácsné Bolner Katalin mérte fel a barlangot, majd a felmérés felhasználásával megrajzolta a barlang alaprajz térképét és hosszmetszet térképét. Az alaprajz térképen látható a hosszmetszet elhelyezkedése a barlangban. 1995 óta az Aggteleki-karszt és a Szlovák-karszt többi barlangjával együtt a világörökség része az Útmenti-zsomboly.
A Nyerges Attila által 1997-ben készített szakdolgozat szerint a 6 m mély Útmenti-zsomboly az Alsó-hegy magyarországi részének 57. legmélyebb barlangja. Az 54. legmélyebb (Iker-zsomboly), az 55. legmélyebb (Kalap-zsomboly), az 56. legmélyebb (Karácsony-zsomboly), az 58. legmélyebb (Hideg-lyuk) és az 59. legmélyebb (Dugó-lyuka) szintén 6 m mélyek. Az 1999. évi Lakatos Kupa egyik helyszíne volt a barlang. A 2008. szeptember 27-én megrendezett XV. Lakatos Kupa kiadványában 6 m mély barlangként szerepel. A verseny egyik nem kötelezően érintendő, felszíni érintőpontja volt a zsomboly.
Az Alsó-hegy karsztjelenségeiről szóló, 2019-ben kiadott könyvben az olvasható, hogy az Útmenti-zsomboly ismeretlen hosszú és 6 m mély. A barlang azonosító számai: Szlovákiában 181, Magyarországon 5452/41, egyéb V/10 és V-22. A könyvben publikálva lett a barlang 1992-ben készült alaprajz térképe és 1992-ben készült hosszmetszet térképe. A barlangot 1992-ben Takácsné Bolner Katalin mérte fel, majd 1992-ben Takácsné Bolner Katalin a felmérés alapján megrajzolta a barlang térképeit. A térképeket 2016-ban Luděk Vlk digitalizálta. A kiadványhoz mellékelve lett az Alsó-hegy részletes térképe. A térképet Luděk Vlk, Mojmír Záviška, Ctirad Piskač, Jiřina Novotná, Miloš Novotný és Martin Mandel készítették. A térképen, amelyen fekete ponttal vannak jelölve a barlangok és a zsombolyok, látható az Útmenti-zsomboly (5452/41, 181) földrajzi elhelyezkedése.

## További irodalom
- Dénes György: [Alsóhegyi] zsombolyok, víznyelőbarlangok, egyéb barlangok. Kéziratos jegyzék. Budapest, 1975. 2 old.
- Kósa Attila: Közvetlen felszínalatti karsztos képződmények morfológiai és műszaki vonatkozású vizsgálata. Kézirat, 1969. Doktori disszertáció, Budapesti Műszaki Egyetem.